# Alwin Francis
Alwin Francis (* 11. März 1987) ist ein indischer Badmintonspieler. 

## Karriere
Alwin Francis belegte bei den Bahrain International 2012, den Bahrain International 2013 und der Bahrain International Challenge 2013 jeweils Rang drei. National gewann er 2012 und 2013 bei den indischen Titelkämpfen ebenfalls zweimal Bronze im Herrendoppel.

## Sportliche Erfolge
| Saison | Veranstaltung                        | Disziplin | Platz | Partner               |
| ------ | ------------------------------------ | --------- | ----- | --------------------- |
| 2009   | India Open Grand Prix 2009           | MD        | 3     | Shankar Gopan         |
| 2010   | Bahrain International 2010           | MD        | 2     | Antony Anchery Bennet |
| 2012   | Bahrain International 2012           | MD        | 3     | Valiyaveetil Diju     |
| 2013   | Bahrain International Challenge 2013 | MD        | 3     | Arun Vishnu           |
| 2013   | Bahrain International 2013           | MD        | 3     | Arun Vishnu           |